# Eumorpha rosea
Eumorpha rosea är en fjärilsart som beskrevs av Adolf G. Closs 1917. Eumorpha rosea ingår i släktet Eumorpha och familjen svärmare. Inga underarter finns listade i Catalogue of Life.